# Disco (Kylie Minogue-album)
A Disco Kylie Minogue ausztrál énekesnő tizenötödik stúdióalbuma, mely 2020. november 6-án jelent meg a BMG Rights Management és Minogue cége, a Darenote által. 2019-es promóciós tevékenységeit követően, Minogue elkezdett dolgozni egy új lemezen és többek közt olyan producereket gyűjtött maga mellé, mint Sky Adams, Teemu Brunila és Richard Stannard. Minogue a Covid19-pandémia 2020-ban alatt Londonban folytatta a lemez munkálatait otthonról és hangmérnöki munkákat szintén végzett a vokálok és a szintetizátorok tekintetében. Az album hangzását stilisztikailag a diszkó műfaj számos fajtája inspirálta, mely már a Golden Tour turné számos szegmensén is fellelhető volt korábban. Zeneileg a Disco ötvözi a nu-diszkó, funk, pop és dance-pop elemeit. Az album tematikailag a szerelemmel, az összetartozással, az intimitással és az ünnepléssel, szórakozással foglalkozik. Minogue a lemez minden dalában fel van tüntetve mint dalszerző.
A zenei kritikusok a Disco fülbemászó és pörgős jellegét dicsérték és azt, hogy visszatért a diszkó zenéhez. A kritikusi sikerének eredményeként számos kiadvány évvégi listájára felkerült és számos kategóriában jelölést kapott a 2021-es Billboard Music Awards-on és a 2021-es ARIA Music Awards-on. A Disco anyagilag is sikeres volt, mely első helyezést szerzett az Egyesült Királyságban, Írországban és hazájában, Ausztráliában. Az album Top 10-es lett Ausztriában, Spanyolországban, Franciaországban és Új-Zélandon. Az Egyesült Királyságban több, mint 100 000 példányban kelt el, melynek köszönhetően a Brit Hanglemezgyártók Szövetségétől aranylemez minősítést kapott ért el. A Disco lett Minogue hatodik stúdióalbuma, mely első helyezést tudott elérni a brit albumlistán és ezzel ő lett az első szóló előadó, akinek öt különböző évtizedben az 1980-as évektől a 2020-as évekig volt olyan lemeze, mely első helyezést ért el ebben az országban.
Három kislemez lett kiadva a Disco-ról. Az album első kislemezként kiadott „Say Something”-nek közepes sikere volt, mely Top 20-as lett Magyarországon és Ausztráliában. Az Egyesült Királyságban Top 10-es lett az indie slágerlistán, de a hivatalos listán nem jutott be a Top 50-be. A „Magic” lett kiadva az album második kislemezeként, mely Magyarországon Top 10-es lett, míg többek közt Ausztráliában a Top 20-ba jutott be. Az Egyesült Királyságban szintén Top 10-es lett az indie listán, viszont a hivatalos lista Top 50-be ez sem jutott be. Az album harmadik kislemeznek, a „Real Groove”-nak szintén mérsékelt sikere volt, mely bejutott a Top 20-ba Magyarországon és a Top 10-be Új-Zélandon. Az Egyesült Királyságban nem jutott be a Top 20-ba az indie listán és szintén a hivatalos listán nem jutott be a Top 50-be. Az Egyesült Államokban mindhárom kislemez bejutott a Top 20-ba a Dance Electronic/Songs listán. Minogue a lemez népszerűsítése érdekében számos dalt előadott különböző televíziós és élő műsorban. Ezt követően egy élőben közvetített koncertet adott Infinite Disco címmel, melynek eredményeként ugyanezzel a címmel kiadott egy élő felvételeket tartalmazó albumot. Hogy teljessé tegye az album népszerűsítését a Disco később újra ki lett adva két másik verzióban. Az első a Disco: Guest List Edition címet kapta, melyen három új kislemez és néhány remix kapott helyet, valamint egy remixalbum is megjelent Disco: Extended Mixes címmel.

## Háttér és kidolgozás
A 2018 áprilisban megjelent stúdióalbuma, a Golden és az azt követő turné, a Golden Tour után Európában és Ausztráliában, Minogue elkezdett dolgozni új lemezén, bár nem volt még koncepciója. Inspirációt végül a turné egy szegmenséből merített, mely a Studio 54 hangulatát idézte és a diszkó korszak esztétikáját. Az első néhány stúdió session után Minogue úgy érezte, hogy a kreatív irányvonal „egyenesen a táncparkettre vezeti” egy diszkó stílusú lemezzel. Mialatt a 2019-ben megjelent válogatáslemezét, a Step Back in Time: The Definitive Collection-t reklámozta, Minogue megerősítette, a Glastonbury Fesztivál-os fellépése után ugyanabban az évben, hogy egy „pop-diszkó” albumot szándékozik kiadni.
Az album munkálatai 2019 őszén kezdődtek el. Minogue olyan közreműködőket állított maga mellé, mint Sky Adams és Richard Stannard, akikkel már régóta dolgozott együtt, valamint olyan új embereket, mint Duck Blackwell, Teemu Brunila, Linslee Campbell, Jon Green, Kiris Houston, Troy Miller és Nico Stadi. A lemez korai munkálatai Londonban zajlottak, Minogue minden dalban részt vett társszerzőként. Az Impossible Princess (1997) és a Golden (2018) után ez lett a harmadik stúdióalbuma, melyen magára vállalta ezt a szerepet. A Covid19-pandémia miatt a lemez további munkálatait Minogue saját házi stúdiójában folytatta Londonban a 2020-as év túlnyomó részében. Emiatt Minogue megtanulta rögzíteni saját vokáljait illetve a hangmérnöki munkába szintén beletanult a Disco album kapcsán a Logic Pro-t használva. Ezt Minogue lemezkiadójának, a BMG-nek az elnöke, Alistair Norbury nyilatkozta a Music Week-ben. Ennek eredményeként a „Magic” kivételével minden dalon fel lett tüntetve hangmérnökként. Majdnem a teljes album Minogue házi stúdiójában lett elkészítve. A lemez témája Minogue szerint egy bizonyos fokú menekülés a pandémia miatti megszorításoktól.

## Zenei stílus és dalszövegek
A Disco stilisztikailag a címben szereplő zenei irányzatot viszi végig az egész lemezen. Az album népszerűsítése során Minogue elmondta, hogy az album elkészítésében a Studio 54 inspirálta, valamint olyan előadók, mint az amerikai diszkó énekesnő, Donna Summer és az angol énekes, zeneszerző és előadó, Elton John. Az AllMusic szerint a Disco egy „visszatérést jelent a klubbarát dance-pop-hoz, mely meghatározta az ausztrál díva, Kylie Minogue 21. század eleji újjászületését”. Robbin Murray a Clash magazintól úgy nyilatkozott, hogy ez „a hangzás Kylie Minogue visszatérése a gyökereihez”. A Slant Magazine a diszkó stílus hatását a 2020-as évre olyan kiadványokkal szemléltette, mint Jessie Ware vagy Róisín Murphy diszkó stílusú megjelenései.
Az album a „Magic”-kel nyit, melyet úgy jellemeztek, mint egy vidám, diszkó stílusú dal popzenei elemekkel, melyet könnyen össze lehet hasonlítani az 1970-es évek popzenéjével. A dal zenei alapjában fellelhető a kürtök, a taps, a vonósok és a staccato billentyűzetek. Szövegileg egy fényesebb jövőbe mutató reményteli üzenetet közvetít. A második dalának, a „Miss a Thing”-nek Richard Stannard volt a társszerzője és társproducere, akivel Minogue már régebb óta dolgozott együtt. Ezt egy pörgős diszkódalként jellemezték. A szám hangzását Minogue munkája Light Years (2000) és Fever (2001) lemezeihez hasonlították. Emellett „retró-futurisztikusnak” is jellemezték és a francia elektronikus zenei  duó, a Daft Punk munkáihoz hasonlították. A „Real Groove” egy 1980-as évek által inspirált diszkó-pop dal house és R&B elemekkel. Zeneileg a dal hozzáadott billentyűs hangzást kapott és Auto-Tune-os hatásot, melyet ahhoz hasonlítottak, amit Dua Lipa a 2020-as Future Nostalgia lemezén használt. A kritikusok a negyedik dalt, a „Monday Blues”-t egy bizonyos fokú eltávolodásként jellemezték a diszkó zenétől, melyért cserébe egy gyors tempójú, nyárias pop hangzást kaptunk a partira emlékeztető hattérzajokkal.
A „Supernova” egy energikus dal különböző vonós hangszereléssel, melyet olyan zenészek munkáihoz hasonlítottak, mint a Bee Gees, Giorgio Moroder és a Boney M. A „Say Something” az album hatodik dala és egyben vezető kislemeze, melyet a zenei kritikusok nagyon magasztaltak és a lemez legjobb dalai közt tartották számon valamint Minogue diszkográfiájában szintén a legjobbak között emlegették. A dalban számos elektronikus és diszkó hangzást vegyítettek, melyek az úgynevezett „vastag” szintetizátorokat használták, valamint dob cintányérokat, funk gitárt és egy kórust. Szövegileg olyan témákat használ, mint az egység, valamint a szerelem keresése. A „Last Chance” zeneileg egy pop dal, melyet úgy írtak le, mint egy tisztelgést Donna Summer „Last Dance” és az ABBA „Voulez-Vous” című dala előtt. Az album első promóciós kislemeze, az „I Love It” egy diszkó dal, melynek társszerzője Minogue Richard Stannard és Duck Blackwell producerek mellett.
A „Where Does the DJ Go?” az album kilencedik dala, melyet a Daft Punk azon munkáihoz hasonlítottak, melyek a 2013-ban megjelent, Random Access Memories címet viselő albumon hallhattunk. Az album többi dalával ellentétben itt megemlítendő, hogy mennyire energikus, gyors tempójú, melyen lemezek recsegésének hangját, valamint tapsot vetettek be, míg szövegvilágát tekintve Gloria Gaynor „I Will Survive” című dalát idézi. A tizedik dal, a „Dance Floor Darling” az 1980-as évek pop zenéjéből merített ihletet, míg a szövege a táncparkettről és a bulizásról szól. A dal egy közepes tempójú ütemmel kezdődik, melyben csettintés is hallható, valamint vokóderek és szintetizátorok. Ez később egy olyan szekcióhoz vezet, melyben Minogue éneklés helyett beszél, mielőtt a dal vége felé egy gyors tempójú ütemben teljesedne ki. A tizenegyedik dala, az „Unstoppable” egy pop dal számos diszkó hangzással. Szövegét illetően a megállíthatatlan szerelemről szól, mely mindenki számára elérhető. Ennek a dalnak Minogue volt az egyik társszerzője Fiona Bevan és Troy Miller mellett. Az album a „Celebrate You”-val zárul, mely egy zongora kíséret mellett Minogue vokáljaira és a szövegre fókuszál. A dal szövegének a témája az önfeljogosítás és a szomorúság kifejezése.

## Kiadás és promóció

### Formátumok és alkotások
A Disco 2020. november 6-án jelent meg a BMG Rights Management és Minogue saját kiadója, a Darenote gondozásában. Minogue és a BMG egy nagyszabású marketing kampánnyal támogatta meg a lemezt mind a megjelenése előtt, mind a megjelenése során. Minogue számos formátumban kínálta az albumot a hivatalos honlapján a lemez reklámozása céljából. A standard verzió mind a tizenkét eredeti dalt tartalmazza, míg a deluxe kapott négy bónuszdalt, melyek a „Till You Love Somebody”, „Fine Wine”, „Hey Lonely” és „Spotlight” címet kapták. Mindkét verzió kapható volt szétnyitható borítóval, valamint a normál tokkal is. A deluxe verzió megjelent egy limitált médiakönyv formátumban, mely tartalmazott egy 20 oldalas könyvecskét számos fotóval, dalszövegekkel és megjegyzésekkel. Ugyanaznap ezek digitális verziója is elérhetővé vált.
Minogue a Disco-t bakeliten is kiadta két különböző színben (kék és türkiz). Az album standard verzió egy átlátszó bakeliten jelent meg, míg a deluxe két kék színű korongon. A standard fekete bakelithez bónuszként egy dedikált fotó is tartozott. Minogue szintén piacra dobta a lemezt fehér bakeliten fehér borítóval, melyeket alá is írt. Az album kazetta formájában is napvilágot látott. Öt különböző színű kazettán és borítóval kerültek kiadásra, melyek közül az egyikhez egy bónusz kazetta is tartozott a deluxe tartalmak miatt. Simon Emmett, akivel már régóta dolgozott együtt, volt a felelős a Disco-hoz készült képekért. A lemezborítón Minogue szőke göndör hajjal látható kék flitteres ruhában, valamint a neve és az album címe a felső sarkokban. A Moross Studios alkotta meg a dizájnokat is, valamint ők voltak a felelősek a lemezhez kapcsolódó összes promóciós termék, a füzetek, a csomagolás, illetve az Infinite Disco számos részének a dizájnjáért is.

### Kislemezek és egyéb dalok
A „Say Something” 2020. július 23-án jelent meg az album vezető kislemezeként, melyet a kritikusok lelkesen fogadtak. Ennek ellenére csak mérsékelt sikere volt a listákon. Az Egyesült Királyságban nem jutott be a Top 50-be a hivatalos kislemezlistáján, de Top 10-es lett az indie listán az országban. Emellett Top 20-as lett Magyarországon és az Egyesült Államokban a Dance/Electronic Songs listán. A zenei videóját Sophie Muller rendezte, és a felvételeket Londonban készítették a Black Island Studios-ban a Covid19-pandémia idején bevezetett előírásokat betartva. A videóban Minogue az univerzumon át egy arany lószobor tetején ülve utazik, lézersugarakat lő ki a kezeiből és légpárnás hajón repül.
A „Magic” 2020. szeptember 24-én jelent meg a lemez második kislemezeként, melyet szintén pozitívan fogadtak a kritikusok. A dalt megvágták és ebben a formában adták ki kislemezként. A kislemez verzió mellett ugyanakkor az album verziója a „Say Something”-gal együtt megjelent a streaming szolgáltatóknál. Ez a dal se jutott be a Top 50-be az Egyesült Királyság hivatalos kislemezlistáján, viszont az indie listán és a letöltési listán Top 10-es lett. Szintén Top 10-es lett Magyarországon és Top 20-as az Egyesült Államokban a Dance/Electronic Songs listán. A dal zenei videóját szintén Sophie Muller rendezte, a felvételek Londonban egy éjszakai klubban zajlottak. A videóban Minogue druidának van öltözve, míg mellette egy varázslatos csoport táncol a klubban néhány táncos mellett, melyet követően egy trónon ül aranymedálos ruhában Kleopátrára emlékeztet. Minogue szerint, bár a Covid19-pandémia miatt a klub zárva volt, a „rajongóknak akart adni egy olyan pillanatot, amikor elmenekülhetnek, hogy egy varázslatos táncparketten ünnepelhessenek”.
2020. december 5-én Minogue a BBC Radio 2 műsorában megerősítette, hogy az album harmadik kislemeze a „Real Groove”. A dalt az Infinite Disco-ban már előadta és ez az élő előadás már a dal kislemezként való kiadásának bejelentése előtt fel lett lett töltve Minogue YouTube csatornájára 2020. november 6-án. A dal „Studio 2054 Remix” verziójában Dua Lipa szintén közreműködött, és a változat digitális formában 2020. december 31-én látott napvilágot. A remix felújított produceri munkálatait Lipa zenei rendezője, William Bowerman végezte, valamint a dal középső részébe egy bővített instrumentális szekció került. A dal Top 20-as lett Magyarországon, valamint az Egyesült Államokban a Dance/Electronic Songs listán.
Három promóciós dal került kiadásra a Disco-ról. Az „I Love It” 2020. október 23-án jelent meg promóciós kislemezként. A dal a digitális zenei platformokon egy középlemez formájában jelent meg, melyen a „Magic” és a „Say Something” is helyet kapott a „Magic” két remixe mellett. A „Dance Floor Darling” 2021. április 24-től felkerült a BBC Radio 2 új zenéket tartalmazó lejátszási listájára. A Twitteren Minogue megköszönte a BBC 2 Radio-nak, hogy a dalt felrakták a játszási listájukra és a rajongókkal beszélgetett. A TikTokon számos olyan videót osztott meg, melyen a rajongók a dalt használták a saját alkotásaikban. Ezeken túl olyan videók jelentek meg számos platformon, melyeken Minogue a dalra táncol különböző ruhákban. Ezek mellett a dal egyik remixe felkerült a lemez Guest List Edition újrakiadására. A dal Infinite Disco-s élő előadása később felkerült a YouTube-ra 2022. május 6-án. A „Miss a Thing” videója, melyet Sophie Muller rendezett 2022. július 22-én került feltöltésre Minogue hivatalos YouTube csatornájára, ezzel ünnepelve a két évet a Disco megjelenése óta, valamint ezzel mondva köszönetet a rajongóknak.

### Újrakiadás és további kiadások
2021-ben Minogue azt nyilatkozta, hogy még az év folyamán újra ki szeretné adni a Disco-t. 2021. október 5-én bejelentette a kiadványt, mely a Disco: Guest List Edition címet kapta. Ezen a kiadványon három új szerzemény kapott helyet, melyek később kislemezként is megjelentek. Az „A Second to Midnight” a Years & Years-zel 2021. október 6-án jelent meg, a „Kiss of Life” Jessie Ware közreműködésével szintén októberben látott napvilágot, míg 2022 márciusában a Gloria Gaynor-ral elkészült „Can’t Stop Writing Songs About You” jelent meg, mint kislemez. Ezt a dalt a lemez eredeti felvételei során ajánlották fel Minogue-nak, de lemaradt a dallistáról. Később duettként vették fel a dalt Gaynor-ral, miután egy dícsérő kommentet hagyott Minogue egyik közösségi média oldalán.
A BMG és Minogue kiadója, a Darenote 2021. november 12-én adta ki a Disco: Guest List Edition-t. A csomagolás új borítót kapott, valamint  korábban nem látott képeket is tartalmazott a Disco albumhoz készült fotók közül. Minogue a Disco eredeti kiadásához hasonlóan az új kiadást is több formátumban tette elérhetővé a hivatalos honlapján, ezzel is népszerűsítve az album megjelenését. A standard verzió tartalmazza az eredeti tizenkét dalt és bónusz dalokat az eredeti lemezről, míg a második korong három új dalt és hat remixet vonultat fel. Az öt lemezes limitált kiadású média könyv verzió egy 20 oldalas fotókkal teli kiskönyvet tartalmaz az új dalok dalszövegeivel és a dalokhoz tartozó számos megjegyzéssel, valamint audió és videó felvételeket is Minogue Infinite Disco turnéjáról. Ugyanezen a napon digitális formában is megjelent a standard és a deluxe verzió. Emellett egy dupla lemezes kinyitható bakelit is kiadásra került, melyen a Disco eredeti dalai és az újak is helyet kaptak.
Az újrakiadáshoz kapcsolódóan Minogue és a BMG újraremixelte a lemezt. Mindegyik dal egy kibővített verziót kapott, melyek a Disco: Extended Mixes elnevezésű kiadványon jelentek meg. Még aznap megjelent egy dupla bakelit a Disco eredeti borítójának holografikus verziójával. Ez részét képezte egy exkluzív, limitált kiadású díszdoboznak, mely kék bakelit csomagolásban jelent meg, mely tartalmazta a Disco: Guest List Edition bakelitet és a bakelit borítót is. A nagy érdeklődésre való tekintettel digitális formában is megjelentek a bővített mixek 2021. december 10-én.

## Fogadtatás

### A kritikusok értékelései
A Disco pozitív kritikákat kapott a legtöbb zenei kritikusoktól. A Metacritic-nél, ahol a normalizált minősítést 100-ból állapítják meg a meghatározó kritikusoktól, az album átlagosan 72 pontot kapott 16 vélemény alapján, amely „általánosságban kedvező kritikát”. Nick Levine az NME-től úgy jellemezte az albumot, mint „egy következetesen felemelő szett, amely Minogue legjobb lemezének tűnik a 2010-es Aphrodite óta”. Hozzátette még, hogy „a Disco olyan meleg, szikrázó fénnyel csillog, melynek nem lehet ellenállni”. Michael Cragg a The Guardian-től a Disco-t úgy jellemezte, mint „ami Kylie teljes őszinteségből és magasfokú campből megalkotott természetfölötti elegyével van átitatva”. Emellett még dicsérte a lemezt „egyenletes hangzású színskálájáért”.
Számos kritikus dicsérte az albumot gyors tempójáért és értékelte a produceri munkát, mondván, hogy ez az album egy reményteli hangzású kaland a Covid19-pandémia második felében. Az albumot egy „tiszta fantáziaként” jellemezve Will Hodgkinson a The Times-tól azt írta, hogy „a legjobb dolog a Disco-ban, hogy megjelenésekor, abban az időben, amikor a reménybe vetett hit a csúcson járt, mennyire optimista a hangzása”. Robin Murray a Clash zenei magazintól szerint a Disco „egyfajta menekülés az elejétől a végéig, egy menekülési pont a sötétségből, mely ránehezedett 2020-ra”. Emellett dicsérte a lemezen hallható régi és modern stílusok fúzióját. Elisa Bray az i News-tól az albumot „tiszta eufóriának” nevezte, dicsérve a produceri munkát, míg a hangzást úgy jellemezte, mint „szégyentelenül retró, és teljesen modern pompával”. Számos kritikus Minogue legjobb munkái közé sorolta a Disco-t. Neil Z. Yeung az AllMusic-tól dicsérte, hogy a lemez elérte azt szintet, melyet a 2000-es évek elején kiadott lemezei képviseltek, és visszatért régi formájához a Golden-t követően.
A pozitív visszajelzések ellenére néhányan úgy gondolták, hogy Minogue nem nagyon merte kalandosan megközelíteni a diszkó műfajt. A Pitchfork Media 10-ből 5,6-ra értékelte az albumot mondván, hogy „néhány kivételtől eltekintve az album ízléses programozású”. Lisa Wright a DIY-től az ötből három és fél csillagot adott a lemeznek. Szerintük bár a Disco „nem az év legprogresszívabb lemeze, mégis a legbájosabbak közt van”. A Slant Magazine ugyanezt az értékelést adta megjegyezve, hogy Minogue korábban már elkészítette ennek az albumnak egy verzióját, ezzel utalva a 2001-es Fever-re.

### Kereskedelmi fogadtatás
A Disco számos jelölést kapott különböző díjátadókon és számos évvégi albumlistán is helyett kapott. A 2021-es ARIA Music Awards-on jelölést kapott a „Legjobb Felnőtt Kortárs Album” kategóriában, mely az első jelölése ebben a kategóriában a 2010-es Aphrodite óta, illetve jelölték a „Legjobb Művész” kategóriában is, mely az első jelölése ebben a kategóriában. A Disco-t jelölték a 2021-es Billboard Music Awards „Legjobb Dance és Elektronikus Album” kategóriájában, mely az első jelölése volt ennél az egyesületnél és ebben a specifikus kategóriában. Az északi Gaffa magazin jelölte az albumot és Minogue-ot a „Legjobb Nemzetközi Szóló Előadó” és a „Legjobb Nemzetközi Album” kategóriában. A 64. Grammy-gálán nem kapott a Disco jelölést, bár felterjesztették a „Legjobb Vokális Pop Album” kategória lehetséges jelöltjei közé. A Music Week a Digital Marketing Masters díjat adományozta a Disco-nak, míg Minogue és kiadója, a BMG jelölést kapott az Artist Marketing Campaign kategóriában.
Az Egyesült Királyságban a Disco az első helyet szerezte meg a hivatalos listán 2020. november 13-án, mellyel zsinórban a második stúdióalbuma lett, amelyik elérte az első helyet a Golden után és összességében a hatodik stúdióalbuma, mely ezt a helyezést meg tudta szerezni. A Disco lett Minogue nyolcadik lemeze, mely első lett az Egyesült Királyságban és ezzel rekordot döntött, ugyanis ezzel ő lett az első női előadó, akinek öt egymást követő évtizedben lett első helyezést elérő lemeze, követve az 1988-as Kylie-t, az 1989-es Enjoy Yourself-et, az 1992-es Greatest Hits-et, a 2001-es Fever-t, a 2010-ben megjelent Aphrodite-t, a 2018-as Golden-t és végül a 2019-ben kiadott Step Back in Time: The Definitive Collection-t. A megjelenést követő egy hónapon belül a Brit Hanglemezgyártók Szövetsége ezüstlemezzel jutalmazta az albumot, majd 2020. december 18-án elérte az arany státuszt a több, mint 100 000 eladott példányának köszönhetően az Egyesült Királyságban.
Minogue hazájában, Ausztráliában a Disco az első helyen nyitott az ARIA Charts listán. A következő héten a második helyre csúszott vissza és végül nyolc egymást nem követő hétig szerepelt a listán. A Disco: Guest List Edition megjelenése után egy hétre visszakerült a listára, amikor a hetedik helyig jutott. Új-Zélandon a kilencedik helyen nyitott a nemzeti listán, ezzel ez lett az első lemeze, amelyik bejutott a Top 10-be a 2001-es Fever óta. Ennek ellenére csak egy hétig maradt a listán. Franciaországban a nyolcadik helyen nyitott, ezzel a legmagasabb pozíciót elérő lemeze lett az Aphrodite óta, mely annó a harmadik helyet szerezte meg. Ezek után gyorsan esett a listán, és miután a Disco: Guest List Edition promóciós időszaka alatt újra felkerült a 45. pozícióba, újra visszaesett a következő héten.
Az Egyesült Államokban a Disco a 26. helyet szerezte meg a Billboard 200-as listáján több, mint 19 000 példánynak megfelelő mennyiségének eredményeként. Ebből 15 000 volt ténylegesen eladott példány. Ezzel ez lett a harmadik legmagasabb pozíciót elérő lemeze az országban a 2002-es Fever-t és a 2010-es Aphrodite-t követően. Emellett az első helyet szerezte meg a Dance/Electronic Albums listán, mellyel ez lett az első lemeze, mely első helyezést ért el ezen a listán. 2021 novemberéig a Disco 35 000 példányban talált gazdára az Egyesült Államokban. Japánban a lemez a 64. helyet szerezte meg az Oricon listán és a 65. helyet a Billboard Japan listán. Állítólag abban az országban 2 980 példány kelt el a lemezből.

## Számlista
|     | Cím                   | Szerző(k)                                                                          | Producer(ek)                    | Hossz |
| --- | --------------------- | ---------------------------------------------------------------------------------- | ------------------------------- | ----- |
| 1.  | Magic                 | Kylie Minogue, Teemu Brunila, Peter Wallevik, Daniel Heløy Davidsen, Michelle Buzz | PhD                             | 4:10  |
| 2.  | Miss a Thing          | Minogue, Brunila, Nico Stadi, Ally Ahern                                           | Brunila, Stadi                  | 3:56  |
| 3.  | Real Groove           | Minogue, Brunila, Stadi, Alida Gaprestad                                           | Brunila, Stadi                  | 3:15  |
| 4.  | Monday Blues          | Minogue, Sky Adams, Maegan Cottone, Danny Shah, Linslee Campbell                   | Adams                           | 3:09  |
| 5.  | Supernova             | Minogue, Adams, Cottone                                                            | Adams                           | 3:17  |
| 6.  | Say Something         | Minogue, Richard Stannard, Jon Green, Ash Howes                                    | Green, Stannard, Duck Blackwell | 3:32  |
| 7.  | Last Chance           | Minogue, Adams, Cottone                                                            | Adams                           | 3:03  |
| 8.  | I Love It             | Minogue, Stannard, Blackwell                                                       | Stannard, Blackwell, Minogue    | 3:50  |
| 9.  | Where Does the DJ Go? | Minogue, Adams, Shah, Kiris Houston                                                | Adams, Houston                  | 3:01  |
| 10. | Dance Floor Darling   | Minogue, Adams, Cottone, Campbell                                                  | Adams                           | 3:12  |
| 11. | Unstoppable           | Minogue, Fiona Bevan, Troy Miller                                                  | Miller                          | 3:34  |
| 12. | Celebrate You         | Minogue, Adams, Shah, Cottone                                                      | Adams                           | 3:41  |

| 13. | Till You Love Somebody | Minogue, Adams, Brunila, Campbell | Adams, Campbell | 3:02 |
| 14. | Fine Wine              | Minogue, Adams, Cottone           | Adams           | 2:44 |
| 15. | Hey Lonely             | Minogue, Adams, Cottone           | Adams           | 3:28 |
| 16. | Spotlight              | Minogue, Adams, Shah, Houston     | Adams, Houston  | 2:44 |

| 17. | Say Something (F9 remix)       | Minogue, Green, Howes, Stannard | Green, Stannard, Blackwell, F9       | 3:38 |
| 18. | Say Something (Syn Cole remix) | Minogue, Green, Howes, Stannard | Green, Stannard, Blackwell, Syn Cole | 3:00 |

| 17. | Say Something (Basement Jaxx remix) | Minogue, Green, Howes, Stannard            | Green, Stannard, Blackwell, Basement Jaxx | 5:30 |
| 18. | Say Something (Syn Cole remix)      | Minogue, Green, Howes, Stannard            | Green, Stannard, Blackwell, Syn Cole      | 3:00 |
| 19. | Magic (Purple Disco Machine remix)  | Minogue, Brunila, Davidsen, Wallevik, Buzz | PhD, Purple Disco Machine                 | 3:36 |
| 20. | Magic (Nick Reach Up remix)         | Minogue, Brunila, Davidsen, Wallevik, Buzz | PhD, Nick Reach Up                        | 3:11 |

| 1.  | Till You Love Somebody                                    | Minogue, Adams, Brunila, Campbell                           | Adams, Campbell                           | 3:02 |
| 2.  | Fine Wine                                                 | Minogue, Adams, Cottone                                     | Adams                                     | 2:44 |
| 3.  | Hey Lonely                                                | Minogue, Adams, Cottone                                     | Adams                                     | 3:28 |
| 4.  | Spotlight                                                 | Minogue, Adams, Shah, Houston                               | Adams, Houston                            | 2:44 |
| 5.  | A Second to Midnight (Years & Years-zel)                  | Minogue, Stannard, Blackwell, Olly Alexander, Martin Sjølie | Stannard, Blackwell                       | 3:27 |
| 6.  | Kiss of Life (Jessie Ware-rel)                            | Minogue, Ware, James Ford, Danny Parker, Shungudzo          | Ford                                      | 3:13 |
| 7.  | Can’t Stop Writing Songs About You (Gloria Gaynorral)     | Wallevik, Davidsen, Iain James, Sinéad Harnett              | PhD                                       | 3:04 |
| 8.  | Real Groove (Studio 2054 remix, Dua Lipával)              | Minogue, Brunila, Stadi, Gaprestad                          | Brunila, Stadi, William Bowerman          | 4:22 |
| 9.  | Say Something (Basement Jaxx remix)                       | Minogue, Green, Howes, Stannard                             | Green, Stannard, Blackwell, Basement Jaxx | 5:22 |
| 10. | Say Something (F9 Club Mix)                               | Minogue, Green, Howes, Stannard                             | Green, Stannard, Blackwell                | 6:34 |
| 11. | Say Something (Syn Cole Extended remix)                   | Minogue, Green, Howes, Stannard                             | Green, Stannard, Blackwell, Syn Cole      | 4:04 |
| 12. | Magic (Purple Disco Machine Extended remix)               | Minogue, Brunila, Davidsen, Wallevik, Buzz                  | PhD, Purple Disco Machine                 | 5:07 |
| 13. | Real Groove (Studio 2054 Initial Talk remix, Dua Lipával) | Minogue, Brunila, Stadi, Gaprestad                          | Initial Talk                              | 3:43 |
| 14. | Dance Floor Darling (Linslee's Electric Slide remix)      | Minogue, Adams, Cottone, Campbell                           | Adams                                     | 3:55 |

| 1.  | Magic (Intro)                    | 1:33 |
| 2.  | Come into My World (Interlude)   | 0:21 |
| 3.  | I Love It                        | 3:03 |
| 4.  | In Your Eyes                     | 3:05 |
| 5.  | Light Years                      | 2:45 |
| 6.  | Supernova                        | 3:13 |
| 7.  | Light Years (Reprise)            | 0:33 |
| 8.  | I Should Be So Lucky (Interlude) | 0:25 |
| 9.  | Dance Floor Darling              | 3:17 |
| 10. | All the Lovers                   | 3:36 |
| 11. | Say Something                    | 4:00 |
| 12. | Real Groove                      | 2:54 |
| 13. | Slow / Love to Love You Baby     | 3:13 |
| 14. | Monday Blues                     | 3:11 |
| 15. | Where Does the DJ Go?            | 2:54 |
| 16. | Love at First Sight              | 4:05 |
| 17. | Last Chance                      | 2:46 |
| 18. | Magic                            | 4:39 |

| 1.  | Magic (Extended Mix)                 | 5:32 |
| 2.  | Miss a Thing (Extended Mix)          | 5:20 |
| 3.  | Real Groove (Extended Mix)           | 4:23 |
| 4.  | Monday Blues (Extended Mix)          | 5:11 |
| 5.  | Supernova (Extended Mix)             | 4:56 |
| 6.  | Say Something (Extended Mix)         | 5:22 |
| 7.  | Last Chance (Extended Mix)           | 4:42 |
| 8.  | I Love It (Extended Mix)             | 5:02 |
| 9.  | Where Does the DJ Go? (Extended Mix) | 4:14 |
| 10. | Dance Floor Darling (Extended Mix)   | 4:32 |
| 11. | Unstoppable (Extended Mix)           | 4:54 |
| 12. | Celebrate You (Extended Mix)         | 5:13 |

## Közreműködők
| - Kylie Minogue – vezető vokál, háttérvokál (1, 6, 11), szintetizátor (5) - Felicity Adams – háttérvokál (4, 9) - Sky Adams – háttérvokál (4–5, 9, 12), gitár (4–5, 7, 9–10, 12), szintetizátor (4–5, 7, 9–10, 12), dobok (4–5, 7, 9–10, 12), dob programozás (4, 7, 10, 12), programozás (4–5, 7, 9–10, 12) - Adetoun Anibi – háttérvokál (6) - Fiona Bevan – háttérvokál (11) - Duck Blackwell – billentyűzet (6, 8), basszusgitár (8), dobok (8), ütőhangszerek (8), programozás (8) - Teemu Brunila – gitár (2–3), dob programozás (2–3) - Cherokee Campbell – szintetizátor (5) - Linslee Campbell – basszusgitár (4, 7, 12) - Maegan Cottone – háttérvokál (4, 7, 10, 12) - Daniel Davidsen – gitár (1), dob programozás (1) - Jon Green – háttérvokál (6), billentyűzet (6) | - Kiris Houston – basszusgitár (9), gitár (9), húrok (9), szintetizátor (9) - Ash Howes – programozás (6) - Louis Lion – programozás (6) - Troy Miller – háttérvokál (11), basszusgitár (11), klavinét (11), gitár (11), ütőhangszerek (11), dobok (11), programozás (11), Rhodes zongora (11), szintetizátor (11) - PhD – programozás (1) - Johny Saarde – dob programozás (1) - Danny Shah – háttérvokál (12) - Nico Stadi – gitár (2–3), basszusgitár (2–3), billentyűzet (2–3), húrok (2–3), húrok elrendezése (2–3), dob programozás (2–3) - Richard Stannard – háttérvokál (6), billentyűzet (6), dobok (8) - Thomas Totten – gitár (4, 10) - Peter Wallevik – ritmus gitár (1), billentyűzet (1), dob programozás (1) |

## Helyezések
| Albumlista (2020)                          | Legjobb helyezés |
| ------------------------------------------ | ---------------- |
| Ausztrália (ARIA Charts)                   | 1                |
| Ausztria (Ö3 Austria Top 40)               | 7                |
| Belgium (Ultratop Flandria)                | 6                |
| Belgium (Ultratop Vallónia)                | 10               |
| Csehország (ČNS IFPI)                      | 15               |
| Finnország (Suomen virallinen lista)       | 17               |
| Franciaország (SNEP)                       | 8                |
| Írország (OCC)                             | 4                |
| Japán (Oricon)                             | 64               |
| Kanada (Billboard)                         | 17               |
| Lengyelország (ZPAV)                       | 21               |
| Magyarország (Mahasz)                      | 33               |
| Németalföld (Dutch Charts)                 | 11               |
| Németország (Offizielle Top 100)           | 3                |
| Olaszország (FIMI)                         | 29               |
| Portugália (AFP)                           | 15               |
| Spanyolország (PROMUSICAE)                 | 8                |
| Svájc (Schweizer Hitparade)                | 4                |
| Svédország (Sverigetopplistan)             | 9                |
| Szlovákia (ČNS IFPI)                       | 33               |
| Új-Zéland (Recorded Music NZ)              | 9                |
| Egyesült Királyság (OCC)                   | 1                |
| Egyesült Államok (Billboard 200)           | 26               |
| Egyesült Államok (Dance/Electronic Albums) | 1                |

| Albumlista (2020)        | Helyezés |
| ------------------------ | -------- |
| Ausztrália (ARIA Charts) | 62       |
| Egyesült Királyság (OCC) | 33       |

## Minősítések és eladási adatok
| Ország                   | Minősítés  | Eladás   |
| ------------------------ | ---------- | -------- |
| Egyesült Királyság (BPI) | Aranylemez | 176 000+ |
| Egyesült Államok (RIAA)  |            | 35 000+  |

## Kiadási előzmények
| Ország      | Dátum              | Verzió                         | Formátum                                          | Kiadó             |
| ----------- | ------------------ | ------------------------------ | ------------------------------------------------- | ----------------- |
| Világszerte | 2020. november 6.  | Standard kiadás Deluxe Edition | CD, kazetta, digitális letöltés, hanglemez        | Darenote, BMG     |
| Világszerte | 2020. november 12. | Super Deluxe                   | Digitális letöltés                                | Darenote, BMG     |
| Japán       | 2020. november 25. | Japán kiadás                   | CD                                                | BMG, Warner Music |
| Világszerte | 2021. november 12. | Guest List Edition             | CD, CD+DVD+Blu-ray, hanglemez, digitális letöltés | Darenote, BMG     |
| Világszerte | 2021. december 10. | Extended Mixes                 | Hanglemez, digitális letöltés                     | Darenote, BMG     |